# Русская красавица (фильм)
«Русская красавица» — итальяно-российский фильм 2001 года режиссёра Чезаре Феррарио по одноимённому роману Виктора Ерофеева.

## Сюжет
СССР, 1980-е годы. Главная героиня — русская красавица Ирина Тараканова. Выросшая в бедной провинциальной семье, она приехала в Москву и устроилась на работу в Дом моделей. Благодаря знакомству с дочерью высокопоставленного партийного начальника Ксюшей, героиня попадает в круг московской элиты и становится любовницей писателя Владимира Сергеевича, влиятельного деятеля советской культуры, но скорая его смерть в постели Ирины резко меняет её жизнь — преследование КГБ и всевозможными парткомами и профкомами делает из неё диссидентку, а затем и звезду «Плейбоя».

## В ролях
- Ралица Балева — Ирина Тараканова
- Игорь Костолевский — Владимир Сергеевич, писатель
- Ивана Монти[итал.] — Зинаида Васильевна, его жена
- Анджело Мареска — Антон
- Эдуардо Аньелли — Дато
- Джованни Соренти — полковник Дугарин
- Леонид Неведомский — генерал
- Александра Флоринская — Вероника
- Марчелло Каталано — Егор
- Игорь Дмитриев — Станислав Альбертович, гинеколог
- Евгений Сидихин — Юра, режиссёр
- Владимир Шевельков — Карлайл
- Анна Молчанова — Ксюша
- Татьяна Кабанова — Полина
- Хельга Филиппова — жена кубинского посла
- Алексей Селезнёв — Василий Левович
- Дмитрий Зебров — Тихон Макарович, дед Ирины
- Лоуис Пьер Бруно — Питер Росс
- Александр Сластин — Виктор Харитонович, генеральный директор
- Андреа Продан — Карлос
- Франческа Микели — Нина

Главную роль в фильме исполнила болгарская топ-модель Ралица Балева, живущая в Италии. На момент съёмок фильма — жена художника Калина Балева, сына Милко Балева, бывшего члена политбюро и секретаря ЦК Болгарской коммунистической партии.

## Критика
Итальянская пресса раскритиковала фильм:

Чёрный фильм о коммунизме. Бредовый фильм, который понравится Берлускони: «красные» представлены лживыми и коррумпированными.
Оригинальный текст (итал.)Il film nero sul comunismo. Delirante pellicola che piacerà a Berlusconi: i 'rossi' son falsi e corrotti
— итальянская газета «Il Messaggero», 11 мая 2001
Критикой отмечалось, что экранизируя роман, режиссёр мог бы показать исторический фон и нравы,

но всё осталось в намерениях. Драматическое напряжение никогда не поднимается, жалобы на социальный и культурный план остаются грубыми, история следует в отвратительной, бессвязной режиссуре, которая создаёт пустоты и потери ритма. Возможно, режиссёр выбрал путь к мелодраме, но и в этом случае он остановился на середине, и атмосфера с сюжетом картины остаются также нерешёнными.
Оригинальный текст (итал.)ma tutto è rimasto nelle intenzioni. La tensione drammatica non lievita mai, le denuncie sul piano sociale e culturale restano approssimative, il racconto procede in modo slegato malissimo servito da un regia che crea vuoti e perdite di ritmo. Poteva essese scelta la strada del melodramma, ma anche in questo caso si è rimasti a metà e le atmosfere da fotoromanzo restano anch'esse irrisolte.In conclusione un gran pasticcio che lascia poche tracce e, dal punto di vista pastorale, é da valutare come inconsistente, e nell'insieme velleitario. 
— Commissione Nazionale Valutazione Film
Российская критика также негативно отнеслась к картине:

Очередное импортное изображение России. Время действия «Русской красавицы» — начало 80-х. Модернист писатель Ерофеев воспринял трагедию тех лет как забавную и достаточно скабрёзную игру с фактами и обстоятельствами, бывшими преддверием перестроечной волны. Итальянский маэстро момент игры начисто отмёл, воспринимая всё на полном серьёзе. …

Видеть это на самом деле не смешно, а оскорбительно для нас, переживших то трудное время, запечатлённое в фильме. «Русская красавица» создаёт новый миф о нашей истории, лживый и унизительный. К сожалению, фильм может быть принят как подлинный исторический экскурс в советские 80-е не только на Западе, но и нашей молодёжью, не обременённой знанием собственной истории.— Путана и вожди // Аргументы и факты, № 9, 28 февраля 2001

«Русская красавица» — картина в своём роде выдающаяся. Не кич, не пародия. Нечто столь ошеломляюще безвкусное, что рождает какой-то свой собственный стиль. По актёрской игре с заламыванием рук, наивному художественному решению запихнуть в кадр всё, что под руку попало, главное, чтобы побольше и поаляпистее — картина словно отсылает нас к первым годам существования кинематографа в виде ярмарочного балагана. «Русская красавица» могла бы стать настоящим событием фестиваля, претендующим на спецприз «гран-клюква» или «большая малина», если бы она была показана вне конкурса.— Евгения Тирдатова, Film.ru, 2001 год
С. Н. Есин — ректор Литературного института им. А. М. Горького, секретарь Союза писателей России, вице-президент Академии российской словесности, так писал об экранизации романа:

Я даже не знаю, где хуже — в прозе или в кино. В фильме есть всё: икра, интерьеры, сексуальные сцены, роскошь театров, комсомольское и профсоюзное собрание, заседание ЦК — учебник по нашей жизни. И тени, конечно, этой жизни нет и в помине. На Западе за фильм, так рассказывающий о стране, родной для зрителя, могли и побить.— Сергей Есин, запись в дневнике за 28 февраля 2001 года
Сам автор романа так же неоднократно высказывался о недовольстве экранизацией:

Я «Красавицу» никому не отдавал, один раз обжёгся, разрешив экранизировать её в Италии. Фильм получился настолько забавным и нелепым, что Анатолий Васильев как-то со смехом сказал мне, что он с удовольствием его пересматривает, настолько он абсурден.— Виктор Ерофеев

## Фестивали и призы
Премьера состоялась в рамках конкурсной программы в январе 2001 года в Москве на МКФ «Лики любви».
Приз «За внесение современной темы в кинематограф» (Виктор Ерофеев) РКФ «Литература и кино», Гатчина, 2001.